# Greenwich (distrito)
Greenwich es un distrito del este de Londres, ubicado en el borough homónimo de Greenwich, en Inglaterra.
Está situado en la ribera sur del río Támesis y es muy conocido por su historia marítima y por dar nombre al meridiano de Greenwich.

## Pronunciación
La pronunciación es [ˈɡɹɛn.ɪt͡ʃ] (Gren-itch), estando también aceptada ['ɡɹɪn.ɪt͡ʃ].
En la franja de huso horario, cuyo meridiano central queda frente al sol, será mediodía (12:00 p.m.). Esto significa que al este de Greenwich es más tarde y al oeste es más temprano.

## Localización
Greenwich está ubicada en la latitud de 51°28'38" N y una longitud de 0°0'0" 0/E (por definición).

## Patrimonio de la Humanidad
En 1997, su centro histórico fue declarado Patrimonio de la Humanidad por la Unesco, con la denominación Greenwich Marítimo. La zona protegida incluye el Antiguo Colegio Real Naval (ahora la Universidad de Greenwich), el barco Cutty Sark, y el Observatorio de Greenwich (el lugar por donde pasa el Meridiano Origen), situado en el Parque Real de Greenwich.

## Lugares de interés
- El Observatorio de Greenwich, lugar por donde pasa el Meridiano Origen.
- El Museo Marítimo Nacional.
- La Casa de la Reina, diseñada por Íñigo Jones.
- El Antiguo Colegio Real Naval - antes el Hospital de Greenwich, ahora la Universidad de Greenwich. El Colegio fue diseñado como hospital naval en el siglo XVII por sir Christopher Wren.
- La iglesia parroquial de San Alphege, edificada sobre el sitio donde el santo fue martirizado, y reedificado a los diseños de Nicholas Hawksmoor. Sepultados aquí son el compositor Thomas Tallis, el general y conquistador de Quebec James Wolfe, y el explorador de Canadá Henry Kelsey.
- El teatro de Greenwich.
- El barco Cutty Sark.
- El Docklands.
- El Millennium Dome.

## Enlaces externos

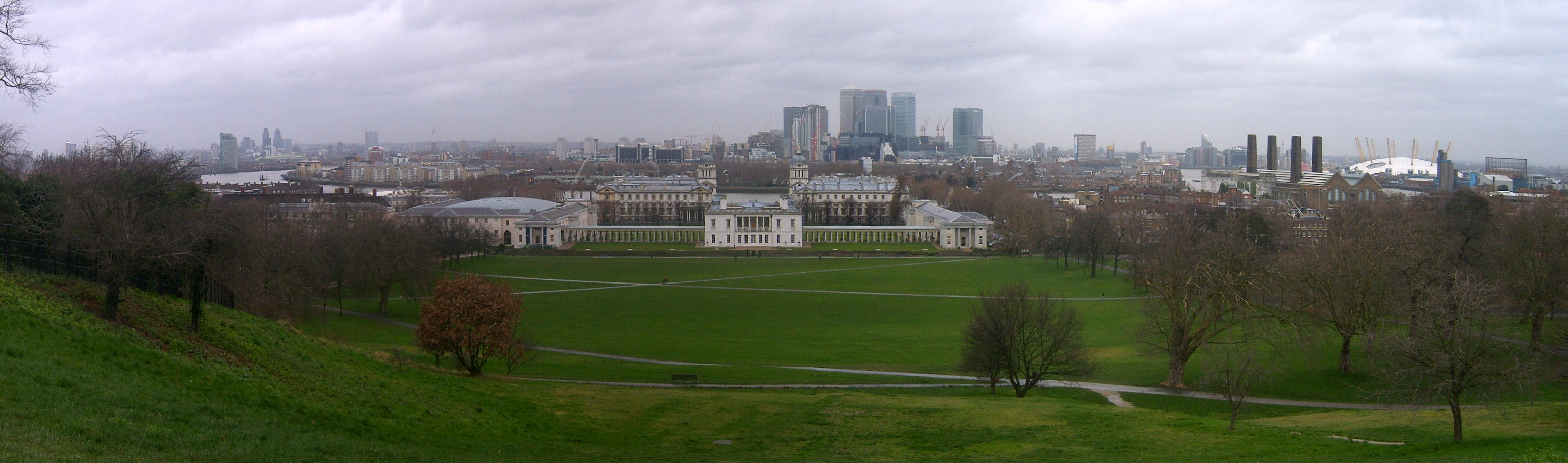
Panorama de Greenwich.